# Asterix & Obelix
Asterix & Obelix della Infogrames è un videogioco per PC, SNES, Game Boy e Game Boy Color del 1995 e permette di utilizzare sia Asterix sia Obelix e permette il gioco in coppia. 

## Meccanica di gioco
Un gioco d'azione a scorrimento ambientato in più scenari ispirati a località da tutto il mondo. L'obiettivo principale è raggiungere la fine del livello ed entrambi i personaggi possono saltare, correre e attaccare i nemici - principalmente soldati romani. 

## Genesi
Si ispira ai libri Asterix e i Britanni, Asterix e gli Elvezi, Asterix alle Olimpiadi, Asterix e Cleopatra e Asterix in Iberia. La quarta missione per la conversione sul Gameboy Advance è ispirata ad Le mille e un'ora di Asterix invece di Asterix e Cleopatra.